# Baryceros scutellaris
Baryceros scutellaris là một loài tò vò trong họ Ichneumonidae.